# Лиляна Андреева
Лиляна Николова Андреева (на македонска литературна норма: Лилјана Николова Андреева) е химичка от Северна Македония, преподавателка в Скопския университет.

## Биография
Родена е на 6 март 1946 година в северния македонски град Скопие, тогава във Федеративна народна република Югославия. Завършва магистратура по химия в 1982 година в Харковския университет. В 1994 година защитава докторска дисертация в Природо-математически факултет на Скопския университет. Преподава в Скопския университет и в Щипския университет. Ръководител е на Института по химия в Скопския университет.
Научната ѝ работа е от областта на клатратите.